# Charles Thomas McMillen

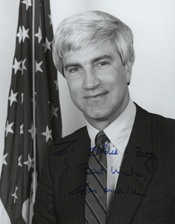
Charles Thomas McMillen

Charles Thomas „Tom“ McMillen (* 26. Mai 1952 in Elmira, New York) ist ein ehemaliger US-amerikanischer Basketballspieler. Nach dem Ende seiner Sportlerkarriere wurde er politisch tätig und vertrat von 1987 bis 1993 den Bundesstaat Maryland im US-Repräsentantenhaus.

## Werdegang
Charles McMillen besuchte bis 1970 die Mansfield High School in Pennsylvania und studierte danach bis 1974 an der University of Maryland. Danach setzte er seine Ausbildung  bis 1978 an der University of Oxford in England fort. McMillen wurde im NBA-Draft 1974 in der ersten Runde von den Buffalo Braves gezogen, spielte aber zunächst in Italien für Sinudyne Bologna. 1975 kehrte er in die Vereinigten Staaten zurück und spielte eine Saison bei seinem Stammverein in Buffalo. Weitere Stationen waren die New York Knicks (1976–1977), die Atlanta Hawks (1977–1983) und die Washington Bullets (1983–1986).
McMillen gründete ein Unternehmen, das elektronische Teile verkaufte, und wurde Vorstandsvorsitzender einer Investmentfirma. Politisch schloss er sich der Demokratischen Partei an. Bei den Kongresswahlen des Jahres 1986 wurde er im vierten Wahlbezirk von Maryland in das US-Repräsentantenhaus in Washington, D.C. gewählt, wo er am 3. Januar 1987 die Nachfolge von Marjorie Holt antrat. Nach zwei Wiederwahlen konnte er bis zum 3. Januar 1993 drei Legislaturperioden im Kongress absolvieren. Im Jahr 1992 bewarb er sich nach einer Umstrukturierung der Wahlbezirke erfolglos im ersten Distrikt um seinen Verbleib im Kongress.
Zwischen 1993 und 1998 war McMillen stellvertretender Vorsitzender der vom Präsidenten bestellten Fitnesskommission. Heute lebt er in Crofton.